# David Neuhaus
David Mark Neuhaus (* 25. dubna 1962, Johannesburg, Jihoafrická republika) je izraelský katolický kněz německého původu, který v současné době působí jako představený jezuitské komunity Papežského biblického institutu v Jeruzalémě.

## Stručný životopis
David Neuhaus se narodil v německé židovské rodině, až ve 26 letech se obrátil ke katolické víře. Po studiích politologie na Hebrejské univerzitě v Jeruzalémě, kde získal doktorát, vstoupil v roce 1992 k jezuitům. Po skončení doby formace studoval teologii a bisblistiku na jezuitském centru Sèvres v Paříži a na Papežském biblickém institutu v Římě. V roce 2000 byl vysvěcen na kněze, od roku 2001 vyučuje na Betlémské univerzitě. 15. května 2009 jej latinský jeruzalémský patriarcha Twal jmenoval svým vikářem pro hebrejsky mluvící katolíky. O rok později byl jmenován koordinátorem pastorace mezi migranty. V roce 2017 požádal patriarchu Pizzaballu, aby jej zbavil funkce vikáře, což patriacha učinil v říjnu 2017.